# Immacolata Concezione (El Greco Museo de Santa Cruz)
L'Immacolata Concezione è un dipinto del pittore cretese El Greco realizzato intorno al 1608-1613 e conservato nel Museo de Santa Cruz a Toledo in Spagna. Si tratta del suo ultimo periodo tolediano.

## Descrizione e stile
L'Immacolata Concezione era una delle immagini preferite dell'arte della Controriforma, a cui El Greco seguiva. La Vergine Maria è posta al centro della tela, accompagnata da angeli, cherubini e la colomba dello Spirito Santo . Ai suoi piedi ci sono diversi simboli mariani, come la luna. San Giovanni evangelista è presente in questo lavoro, è una figura di grande naturalezza. La bellezza del volto della Vergine contrasta con il gesto sereno e un po' cupo dell'apostolo.